# Seznam medailistek na mistrovství světa ve vzpírání
Seznam medailistek na mistrovství světa ve vzpírání uvádí přehled žen, které získaly medaile v jednotlivých soutěžních disciplínách na mistrovstvích světa ve vzpírání.

## Muší váha
| Rok                    | Limit | Zlato                       | Stříbro                    | Bronz                 |
| ---------------------- | ----- | --------------------------- | -------------------------- | --------------------- |
| MS 1987 Daytona Beach  | 44 kg | Cai Jun                     | Chen Aizhen                | Sibby Harris          |
| MS 1988 Jakarta        | 44 kg | Xing Fen                    | Choi Myung-Shik            | Ponco Imbarwati       |
| MS 1989 Manchester     | 44 kg | Xing Fen                    | Kunjarani Devi             | Bastiyah Said Muhamad |
| MS 1990 Sarajevo       | 44 kg | Wu Xiangmei                 | Satomi Saito               | Bastiyah Said Muhamad |
| MS 1991 Donaueschingen | 44 kg | Xing Fen                    | Kunjarani Devi             | Sibby Flowers         |
| MS 1992 Varna          | 44 kg | Guan Hong                   | Kunjarani Devi             | Sibby Flowers         |
| MS 1993 Melbourne      | 46 kg | Chu Nan-mei                 | Yu Shiu-fen                | Satomi Saito          |
| MS 1994 Istanbul       | 46 kg | Yun Yanhong                 | Kunjarani Devi             | Tsai Huey-woan        |
| MS 1995 Guangzhou      | 46 kg | Guan Hong                   | Kunjarani Devi             | Tsai Huey-woan        |
| MS 1996 Varšava        | 46 kg | Guan Hong                   | Kunjarani Devi             | Tsai Huey-woan        |
| MS 1997 Čiang Mai      | 46 kg | Liu Ling                    | Kunjarani Devi             | Sri Indriyani         |
| MS 1998 Lahti          | 48 kg | Li Yunli                    | Chu Nan-mei                | Tsai Huey-woan        |
| MS 1999 Athens         | 48 kg | Donka Mincheva              | Sri Indriyani              | Kaori Niyanagi        |
| MS 2001 Antalya        | 48 kg | Gao Wei                     | Blessed Udoh               | Chen Han-tung         |
| MS 2002 Varšava        | 48 kg | Wang Ming-ťüan              | Nurcan Taylanová           | Izabela Dragneva      |
| MS 2003 Vancouver      | 48 kg | Wang Ming-ťüan              | Aree Wiratthaworn          | Nurcan Taylanová      |
| MS 2005 Dauhá          | 48 kg | Wang Ming-ťüan              | Pensiri Saelaw             | Aree Wiratthaworn     |
| MS 2006 Santo Domingo  | 48 kg | Yang Lian                   | Aree Wiratthaworn          | Hiromi Miyake         |
| MS 2007 Čiang Mai      | 48 kg | Chen Xiexia                 | Pramsiri Bunphithak        | Pensiri Laosirikul    |
| MS 2009 Kojang         | 48 kg | Wang Ming-ťüan              | Sibel Özkan                | Nurcan Taylanová      |
| MS 2010 Antalya        | 48 kg | Nurcan Taylanová            | Sibel Özkan                | Tian Yuan             |
| MS 2011 Paříž          | 48 kg | Tian Yuan                   | Panida Khamsri             | Nurdan Karagöz        |
| MS 2013 Vratislav      | 48 kg | Tan Yayun                   | Ryang Chun-Hwa             | Carolina Valencia     |
| MS 2014 Almaty         | 48 kg | Tan Yayun                   | Sibel Özkan                | Panida Khamsri        |
| MS 2015 Houston        | 48 kg | Jiang Huihua                | Vương Thị Huyền            | Hiromi Miyake         |
| MS 2017 Anaheim        | 48 kg | Chanu Mirabai               | Thunya Sukcharoen          | Ana Segura            |
| MS 2018 Lima           | 45 kg | Ýulduz Jumabaýewa           | Chiraphan Nanthawong       | Katherin Echandía     |
| MS 2019 Pattaya        | 45 kg | Şaziye Erdoğan              | Ludia Montero              | Lisa Setiawati        |
| MS 2021 Taškent        | 45 kg | Thanyathon Sukcharoen       | Manuela Berrío             | Şaziye Erdoğan        |
| MS 2022 Bogota         | 45 kg | Thanyathon Sukcharoen       | Chayuttra Pramongkhol      | Manuela Berrío        |
| MS 2023 Rijád          | 45 kg | Sirivimon Pramongkhol (THA) | Rosina Randafiarison (MAD) | Cansu Bektaş (TUR)    |
| MS 2024 Manáma         | 45 kg | Zhao Jinhong (CHN)          | Won Hyon-sim (PRK)         | Phạm Đình Thi (VIE)   |

## Bantamová váha
| Rok                    | Limit | Zlato                | Stříbro              | Bronz                  |
| ---------------------- | ----- | -------------------- | -------------------- | ---------------------- |
| MS 1987 Daytona Beach  | 48 kg | Huang Xiaoyu         | Robin Byrd           | Sandra Gómez           |
| MS 1988 Jakarta        | 48 kg | Huang Xiaoyu         | Robin Byrd           | Siti Aisah             |
| MS 1989 Manchester     | 48 kg | Huang Xiaoyu         | Choi Myung-Shik      | Chu Nan-mei            |
| MS 1990 Sarajevo       | 48 kg | Cai Jun              | Choi Myung-Shik      | Ri Yong-Hwa            |
| MS 1991 Donaueschingen | 48 kg | Izabela Rifatova     | Liao Shuping         | Donka Mincheva         |
| MS 1992 Varna          | 48 kg | Liu Xiuhua           | Izabela Rifatova     | Donka Mincheva         |
| MS 1993 Melbourne      | 50 kg | Liu Xiuhua           | Guan Hong            | Kuo Chin-chun          |
| MS 1994 Istanbul       | 50 kg | Robin Byrd           | Izabela Rifatova     | Chen Li-chuan          |
| MS 1995 Guangzhou      | 50 kg | Liu Xiuhua           | Chu Nan-mei          | Izabela Rifatova       |
| MS 1996 Varšava        | 50 kg | Liu Xiuhua           | Choi Myung-Shik      | Chu Nan-mei            |
| MS 1997 Čiang Mai      | 50 kg | Winarni Binti Slamet | Izabela Dragneva     | Ri Yong-Hwa            |
| MS 2018 Lima           | 49 kg | Hou Zhihui           | Jiang Huihua         | Elena Andrieș          |
| MS 2019 Pattaya        | 49 kg | Jiang Huihua         | Hou Zhihui           | Ri Song-gum            |
| MS 2021 Taškent        | 49 kg | Surodchana Khambao   | Rira Suzuki          | Ibuki Takahashi        |
| MS 2022 Bogota         | 49 kg | Ťiang Chuej-chua     | Saikhom Mirabai      | Hou Zhihui             |
| MS 2023 Rijád          | 49 kg | Jiang Huihua (CHN)   | Hou Zhihui (CHN)     | Jourdan Delacruz (USA) |
| MS 2024 Manáma         | 48 kg | Ri Song-gum (PRK)    | Xiang Linxiang (CHN) | Rosegie Ramos (PHI)    |

## Pérová váha
| Rok                    | Limit | Zlato                 | Stříbro               | Bronz                      |
| ---------------------- | ----- | --------------------- | --------------------- | -------------------------- |
| MS 1987 Daytona Beach  | 52 kg | Yan Zhangqun          | Margarita Babadzanova | Rachel Silverman           |
| MS 1988 Jakarta        | 52 kg | Peng Liping           | Sandra Gómez          | Kim Oh-Sook                |
| MS 1989 Manchester     | 52 kg | Peng Liping           | Hiromi Uemura         | Siyka Stoeva               |
| MS 1990 Sarajevo       | 52 kg | Liao Shuping          | Hiromi Uemura         | Pauline Haughton           |
| MS 1991 Donaueschingen | 52 kg | Peng Liping           | Robin Byrd            | Hiromi Uemura              |
| MS 1992 Varna          | 52 kg | Peng Liping           | Siyka Stoeva          | Robin Byrd                 |
| MS 1993 Melbourne      | 54 kg | Chen Xiaomin          | Robin Byrd            | Karnam Malleswari          |
| MS 1994 Istanbul       | 54 kg | Karnam Malleswari     | Li Fengying           | Janeta Georgieva           |
| MS 1995 Guangzhou      | 54 kg | Karnam Malleswari     | Zhang Xixiang         | Kuo Ping-chun              |
| MS 1996 Varšava        | 54 kg | Zhang Xixiang         | Kuo Ping-chun         | Karnam Malleswari          |
| MS 1997 Čiang Mai      | 54 kg | Meng Xianjuan         | Ri Song-Hui           | Saipin Detsaeng            |
| MS 1998 Lahti          | 53 kg | Wang Xiufen           | Izabela Dragneva      | Robin Goad                 |
| MS 1999 Athens         | 53 kg | Li Feng-ying          | Winarni Binti Slamet  | Wang Xiufen                |
| MS 2001 Antalya        | 53 kg | Li Feng-ying          | Qiu Hongxia           | Alexandra Escobar          |
| MS 2002 Varšava        | 53 kg | Ri Song-Hui           | Li Xuejiu             | Udomporn Polsak            |
| MS 2003 Vancouver      | 53 kg | Udomporn Polsak       | Ri Song-Hui           | Junpim Kuntatean           |
| MS 2005 Dauhá          | 53 kg | Li Ping               | Junpim Kuntatean      | Yuderqui Contreras         |
| MS 2006 Santo Domingo  | 53 kg | Qiu Hongxia           | Raema Lisa Rumbewas   | Suda Chaleephay            |
| MS 2007 Čiang Mai      | 53 kg | Li Ping               | Nastassia Novikava    | Yoon Jin-Hee               |
| MS 2009 Kojang         | 53 kg | Zulfija Činšanlová    | Chen Xiaoting         | Yoon Jin-Hee               |
| MS 2010 Antalya        | 53 kg | Chen Xiaoting         | Aylin Daşdelenová     | Yuderqui Contreras         |
| MS 2011 Paříž          | 53 kg | Zulfija Činšanlová    | Aylin Daşdelenová     | Ji Jing                    |
| MS 2013 Vratislav      | 53 kg | Li Yajun              | Sopita Tanasan        | Kittima Sutanan            |
| MS 2014 Almaty         | 53 kg | Zulfija Činšanlová    | Hsu Shu-ching         | Li Yajun                   |
| MS 2015 Houston        | 53 kg | Hsu Shu-ching         | Chen Xiaoting         | Hidilyn Diaz               |
| MS 2017 Anaheim        | 53 kg | Sopita Tanasan        | Kristina Shermetova   | Hidilyn Diaz               |
| MS 2018 Lima           | 55 kg | Li Yajun              | Zhang Wanqiong        | Zulfiya Chinshanlo         |
| MS 2019 Pattaya        | 55 kg | Liao Qiuyun           | Zhang Wanqiong        | Hidilyn Diaz               |
| MS 2021 Taškent        | 55 kg | Ghofrane Belkhir      | Adijat Olarinoye      | Svitlana Samuliak          |
| MS 2022 Bogota         | 55 kg | Hidilyn Diaz          | Rosalba Moralesová    | Ana Gabriela López         |
| MS 2023 Rijád          | 55 kg | Chen Guan-ling (TPE)  | Rohelys Galvis (COL)  | Irene Borrego (MEX)        |
| MS 2024 Manáma         | 53 kg | Kang Hyon-gyong (PRK) | Chen Guan-ling (TPE)  | Aleksandra Grigoryan (ARM) |

## Lehká váha
| Rok                    | Limit | Zlato                 | Stříbro               | Bronz                |
| ---------------------- | ----- | --------------------- | --------------------- | -------------------- |
| MS 1987 Daytona Beach  | 56 kg | Cui Aihong            | Won Soon-Yi           | Stéphanie Genna      |
| MS 1988 Jakarta        | 56 kg | Ma Na                 | Won Soon-Yi           | Yang Mei-tzu         |
| MS 1989 Manchester     | 56 kg | Xing Liwei            | Janeta Georgieva      | Lalita Polley        |
| MS 1990 Sarajevo       | 56 kg | Wu Haiqing            | Ni Chia-ping          | Janeta Georgieva     |
| MS 1991 Donaueschingen | 56 kg | Sun Caiyan            | Neli Yankova          | Nancy Niro           |
| MS 1992 Varna          | 56 kg | Sun Caiyan            | Neli Yankova          | Ni Chia-ping         |
| MS 1993 Melbourne      | 59 kg | Sun Caiyan            | Gergana Kirilova      | Maria Christoforidou |
| MS 1994 Istanbul       | 59 kg | Zou Feie              | Gergana Kirilova      | Khassaraporn Suta    |
| MS 1995 Guangzhou      | 59 kg | Chen Xiaomin          | Neelam Laxmi          | Wu Mei-yi            |
| MS 1996 Varšava        | 59 kg | Chen Xiaomin          | Maria Christoforidou  | Yuriko Takahashi     |
| MS 1997 Čiang Mai      | 59 kg | Patmawati Abdul Hamid | Khassaraporn Suta     | Naw Ju Ni            |
| MS 1998 Lahti          | 58 kg | Kuo Ping-chun         | Song Zhijuan          | Neli Yankova         |
| MS 1999 Athens         | 58 kg | Chen Yanqing          | Ri Song-Hui           | Kuo Ping-chun        |
| MS 2001 Antalya        | 58 kg | Aleksandra Klejnowska | Liu Bing              | Marieta Gotfryd      |
| MS 2002 Varšava        | 58 kg | Song Zhijuan          | Wandee Kameaim        | Charikleia Kastritsi |
| MS 2003 Vancouver      | 58 kg | Sun Caiyan            | Patmawati Abdul Hamid | Aylin Daşdelen       |
| MS 2005 Dauhá          | 58 kg | Gu Wei                | Wandee Kameaim        | Marina Shainova      |
| MS 2006 Santo Domingo  | 58 kg | Qiu Hongmei           | Svetlana Tsarukayeva  | Wandee Kameaim       |
| MS 2007 Čiang Mai      | 58 kg | Qiu Hongmei           | Marina Shainova       | O Jong-Ae            |
| MS 2009 Kojang         | 58 kg | Li Xueying            | Nastassia Novikava    | Yuliya Kalina        |
| MS 2010 Antalya        | 58 kg | Deng Wei              | Nastassia Novikava    | Jong Chun-Mi         |
| MS 2011 Paříž          | 58 kg | Nastassia Novikava    | Li Xueying            | Pimsiri Sirikaew     |
| MS 2013 Vratislav      | 58 kg | Kuo Hsing-chun        | Alexandra Escobar     | Elena Shadrina       |
| MS 2014 Almaty         | 58 kg | Deng Mengrong         | Sukanya Srisurat      | Rattikan Gulnoi      |
| MS 2015 Houston        | 58 kg | Bojanka Kostovová     | Deng Mengrong         | Kuo Hsing-chun       |
| MS 2017 Anaheim        | 58 kg | Kuo Hsing-chun        | Sukanya Srisurat      | Rebeka Koha          |
| MS 2018 Lima           | 59 kg | Kuo Hsing-chun        | Chen Guiming          | Rebeka Koha          |
| MS 2019 Pattaya        | 59 kg | Kuo Hsing-chun        | Choe Hyo-sim          | Chen Guiming         |
| MS 2021 Taškent        | 59 kg | Kuo Hsing-chun        | Yenny Álvarez         | Olga Te              |
| MS 2022 Bogota         | 59 kg | Yenny Álvarez         | Kuo Hsing-chun        | Maude Charron        |
| MS 2023 Rijád          | 59 kg | Luo Shifang (CHN)     | Kamila Konotop (UKR)  | Pei Xinyi (CHN)      |
| MS 2024 Manáma         | 58 kg | Kim Il-gyong (PRK)    | Pei Xinyi (CHN)       | Yenny Álvarez (COL)  |

## Střední váha
| Rok                    | Limit | Zlato                 | Stříbro               | Bronz                |
| ---------------------- | ----- | --------------------- | --------------------- | -------------------- |
| MS 1987 Daytona Beach  | 60 kg | Zeng Xinling          | Ibolya Torma          | Gabriela Dimitrova   |
| MS 1988 Jakarta        | 60 kg | Yang Jing             | Maria Christoforidou  | Colleene Colley      |
| MS 1989 Manchester     | 60 kg | Ma Na                 | Camelia Nikolaeva     | Daniela Kerkelova    |
| MS 1990 Sarajevo       | 60 kg | Maria Christoforidou  | Ji Qinghua            | Daniela Kerkelova    |
| MS 1991 Donaueschingen | 60 kg | Han Lixia             | Won Soon-Yi           | Daniela Kerkelova    |
| MS 1992 Varna          | 60 kg | Li Hongyun            | Maria Christoforidou  | Won Soon-Yi          |
| MS 1993 Melbourne      | 64 kg | Li Hongyun            | Won Soon-Yi           | Julie Malenfant      |
| MS 1994 Istanbul       | 64 kg | Li Hongyun            | Kuo Shu-fen           | Erzsébet Márkus      |
| MS 1995 Guangzhou      | 64 kg | Chen Jui-lien         | Gergana Kirilova      | Maria Christoforidou |
| MS 1996 Varšava        | 64 kg | Li Hongyun            | Chen Jui-lien         | Huang Hsi-li         |
| MS 1997 Čiang Mai      | 64 kg | Chen Yanqing          | Chen Jui-lien         | Neelam Laxmi         |
| MS 1998 Lahti          | 63 kg | Chen Jui-lien         | Shi Lihua             | Valentina Popovová   |
| MS 1999 Athens         | 63 kg | Chen Jui-lien         | Xiong Meiying         | Valentina Popovová   |
| MS 2001 Antalya        | 63 kg | Xiao Ying             | Anastasia Tsakiri     | Kuo Ping-chun        |
| MS 2002 Varšava        | 63 kg | Liu Xia               | Anastasia Tsakiri     | Gergana Kirilova     |
| MS 2003 Vancouver      | 63 kg | Natalija Skakunová    | Liu Xia               | Hanna Batsiushka     |
| MS 2005 Dauhá          | 63 kg | Pawina Thongsuk       | Svetlana Šimkovová    | Liu Xia              |
| MS 2006 Santo Domingo  | 63 kg | Ouyang Xiaofang       | Svetlana Šimkovová    | Meline Daluzyan      |
| MS 2007 Čiang Mai      | 63 kg | Liu Haixia            | Svetlana Carukajevová | Pak Hyon-Suk         |
| MS 2009 Kojang         | 63 kg | Maiya Maneza          | Svetlana Carukajevová | Sibel Şimşek         |
| MS 2010 Antalya        | 63 kg | Maiya Maneza          | Sibel Şimşek          | Ouyang Xiaofang      |
| MS 2011 Paříž          | 63 kg | Svetlana Carukajevová | Maiya Maneza          | Ouyang Xiaofang      |
| MS 2013 Vratislav      | 63 kg | Tima Turieva          | Jo Pok-Hyang          | Deng Mengrong        |
| MS 2014 Almaty         | 63 kg | Deng Wei              | Tima Turieva          | Choe Hyo-sim         |
| MS 2015 Houston        | 63 kg | Deng Wei              | Tima Turieva          | Choe Hyo-sim         |
| MS 2017 Anaheim        | 63 kg | Loredana Toma         | Lina Rivas            | Rattanawan Wamalun   |
| MS 2018 Lima           | 64 kg | Deng Wei              | Rim Un-sim            | Loredana Toma        |
| MS 2019 Pattaya        | 64 kg | Deng Wei              | Rim Un-sim            | Loredana Toma        |
| MS 2021 Taškent        | 64 kg | Neama Said            | Chen Wen-huei         | Park Min-kyung       |
| MS 2022 Bogota         | 64 kg | Pei Xinyi             | Rattanawan Wamalun    | Natalia Llamosa      |
| MS 2023 Rijád          | 64 kg | Natalia Llamosa (COL) | Ruth Ayodele (NGR)    | Park Min-kyung (KOR) |
| MS 2024 Manáma         | 63 kg | Ri Suk (PRK)          | Rim Un-sim (PRK)      | Li Shuang (CHN)      |

## Polotěžká váha
| Rok                    | Limit   | Zlato               | Stříbro              | Bronz                  |
| ---------------------- | ------- | ------------------- | -------------------- | ---------------------- |
| MS 1987 Daytona Beach  | 67,5 kg | Gao Lijuan          | Arlys Kovach         | Senka Asenova          |
| MS 1988 Jakarta        | 67,5 kg | Guo Qiuxiang        | Mária Takács         | Jeanette Rose          |
| MS 1989 Manchester     | 67,5 kg | Guo Qiuxiang        | Mária Takács         | Valkana Tosheva        |
| MS 1990 Sarajevo       | 67,5 kg | Wang Genying        | Camelia Nikolaeva    | Mária Takács           |
| MS 1991 Donaueschingen | 67,5 kg | Lei Li              | Kumi Haseba          | Kim Dong-Hee           |
| MS 1992 Varna          | 67,5 kg | Gao Lijuan          | Milena Trendafilova  | María Dolores Martínez |
| MS 1993 Melbourne      | 70 kg   | Milena Trendafilova | Kumi Haseba          | Kim Dong-Hee           |
| MS 1994 Istanbul       | 70 kg   | Zhou Meihong        | Qu Lihua             | Wasana Putcharkarn     |
| MS 1995 Guangzhou      | 70 kg   | Tang Weifang        | Li Hongyun           | Milena Trendafilova    |
| MS 1996 Varšava        | 70 kg   | Tang Weifang        | Irina Kasimova       | Kim Dong-Hee           |
| MS 1997 Čiang Mai      | 70 kg   | Xiang Fenglan       | Huang Hsi-li         | Ilona Danko            |
| MS 1998 Lahti          | 69 kg   | Tang Weifang        | Wu Mei-yi            | Irina Kasimova         |
| MS 1999 Athens         | 69 kg   | Sun Tianni          | Milena Trendafilova  | Erzsébet Márkus        |
| MS 2001 Antalya        | 69 kg   | Valentina Popovová  | Svetlana Khabirova   | Eszter Krutzler        |
| MS 2002 Varšava        | 69 kg   | Pawina Thongsuk     | Valentina Popovová   | Nahla Ramadan          |
| MS 2003 Vancouver      | 69 kg   | Liu Chunhong        | Eszter Krutzler      | Valentina Popovová     |
| MS 2005 Dauhá          | 69 kg   | Zarema Kasajevová   | Liu Haixia           | Olga Kiseleva          |
| MS 2006 Santo Domingo  | 69 kg   | Oxana Slivenková    | Tatiana Matveyeva    | Jeane Lassen           |
| MS 2007 Čiang Mai      | 69 kg   | Oxana Slivenková    | Liu Chunhong         | Nataliya Davydova      |
| MS 2009 Kojang         | 69 kg   | Nazik Avdalyan      | Oxana Slivenková     | Zhang Shaoling         |
| MS 2010 Antalya        | 69 kg   | Svetlana Shimkova   | Kang Yue             | Meline Daluzyan        |
| MS 2011 Paříž          | 69 kg   | Oxana Slivenková    | Xiang Yanmei         | Tatiana Matveyeva      |
| MS 2013 Vratislav      | 69 kg   | Xiang Yanmei        | Ryo Un-Hui           | Dzina Sazanavets       |
| MS 2014 Almaty         | 69 kg   | Ryo Un-hui          | Zhazira Zhapparkul   | Xiang Yanmei           |
| MS 2015 Houston        | 69 kg   | Deng Wei            | Zhazira Zhapparkul   | Anastasia Romanova     |
| MS 2017 Anaheim        | 69 kg   | Leidy Solís         | Romela Begaj         | Martha Rogers          |
| MS 2018 Lima           | 71 kg   | Zhang Wangli        | Sara Ahmed           | Nadezda Likhacheva     |
| MS 2019 Pattaya        | 71 kg   | Katherine Nye       | Mattie Rogers        | Kim Hyo-sim            |
| MS 2021 Taškent        | 71 kg   | Meredith Alwine     | Sarah Davies         | Patricia Strenius      |
| MS 2022 Bogota         | 71 kg   | Loredana Toma       | Ceng Tchien-tchien   | Angie Palacios         |
| MS 2023 Rijád          | 71 kg   | Liao Guifang (CHN)  | Angie Palacios (ECU) | Olivia Reeves (USA)    |
| MS 2024 Manáma         | 69 kg   | Olivia Reeves (USA) | Jong Chun-hui (PRK)  | Yang Qiuxia (CHN)      |

## Středně těžká váha
| Rok                    | Limit   | Zlato                 | Stříbro                | Bronz                   |
| ---------------------- | ------- | --------------------- | ---------------------- | ----------------------- |
| MS 1987 Daytona Beach  | 82,5 kg | Karyn Marshall        | Erika Takács           | Milena Mileskova        |
| MS 1988 Jakarta        | 82,5 kg | Li Yanxia             | Erika Takács           | Milena Mileskova        |
| MS 1989 Manchester     | 82,5 kg | Li Hongling           | María Urrutia          | Judy Oakes              |
| MS 1990 Sarajevo       | 82,5 kg | María Urrutia         | Valkana Tosheva        | Chung Sook-Kwon         |
| MS 1991 Donaueschingen | 82,5 kg | Li Hongling           | María Urrutia          | Chen Shu-chih           |
| MS 1992 Varna          | 82,5 kg | Zhang Xiaoli          | Chen Shu-chih          | Valkana Tosheva         |
| MS 1993 Melbourne      | 83 kg   | Chen Shu-chih         | Panagiota Antonopoulou | Bharti Singh            |
| MS 1994 Istanbul       | 83 kg   | María Urrutia         | Chen Shu-chih          | Derya Açikgöz           |
| MS 1995 Guangzhou      | 83 kg   | Chen Shu-chih         | María Urrutia          | Panagiota Antonopoulou  |
| MS 1996 Varšava        | 83 kg   | Wei Xiangying         | Chen Shu-chih          | María Isabel Urrutiaová |
| MS 1997 Čiang Mai      | 83 kg   | Tang Weifang          | María Urrutia          | Aye Mon Khin            |
| MS 1998 Lahti          | 75 kg   | Karoliina Lundahl     | Şule Şahbaz            | Mária Takács            |
| MS 1999 Athens         | 75 kg   | Xu Jiao               | Kim Soon-Hee           | Ruth Ogbeifo            |
| MS 2001 Antalya        | 75 kg   | Gyöngyi Likerecz      | Şule Şahbaz            | Cao Chunyan             |
| MS 2002 Varšava        | 75 kg   | Svetlana Khabirova    | Sun Ruiping            | Christina Ioannidi      |
| MS 2003 Vancouver      | 75 kg   | Nahla Ramadan         | Slaveyka Ruzhinska     | Şule Şahbaz             |
| MS 2005 Dauhá          | 75 kg   | Liu Chunhong          | Natalja Zabolotná      | Svetlana Podobedova     |
| MS 2006 Santo Domingo  | 75 kg   | Cao Lei               | Naděžda Jevsťuchinová  | Zarema Kasayeva         |
| MS 2007 Čiang Mai      | 75 kg   | Cao Lei               | Natalja Zabolotná      | Naděžda Jevsťuchinová   |
| MS 2009 Kojang         | 75 kg   | Svetlana Podobedova   | Cao Lei                | Hripsime Khurshudyan    |
| MS 2010 Antalya        | 75 kg   | Svetlana Podobedova   | Natalja Zabolotná      | Naděžda Jevsťuchinová   |
| MS 2011 Paříž          | 75 kg   | Naděžda Jevsťuchinová | Svetlana Podobedova    | Kim Un-Ju               |
| MS 2013 Vratislav      | 75 kg   | Naděžda Jevsťuchinová | Kang Yue               | Lidia Valentínová       |
| MS 2014 Almaty         | 75 kg   | Naděžda Jevsťuchinová | Kang Yue               | Rim Jong-sim            |
| MS 2015 Houston        | 75 kg   | Kang Yue              | Rim Jong-sim           | Svetlana Podobedova     |
| MS 2017 Anaheim        | 75 kg   | Lidia Valentínová     | Neisi Dajomesová       | Gaëlle Nayo-Ketchanke   |
| MS 2018 Lima           | 76 kg   | Wang Zhouyu           | Rim Jong-sim           | Neisi Dajomesová        |
| MS 2019 Pattaya        | 76 kg   | Rim Jong-sim          | Zhang Wangli           | Neisi Dajomesová        |
| MS 2021 Taškent        | 76 kg   | Lee Min-ji            | Mattie Rogers          | Iana Sotieva            |
| MS 2022 Bogota         | 76 kg   | Sara Ahmed            | Mattie Rogers          | Kim Su-hjon             |
| MS 2023 Rijád          | 76 kg   | Sara Ahmed (EGY)      | Hellen Escobar (COL)   | Bella Paredes (ECU)     |
| MS 2024 Manáma         | 77 kg   | Song Kuk-hyang (PRK)  | Miyareth Mendoza (COL) | Sarah Matthew (NGR)     |

## První těžká váha
| Rok              | Limit | Zlato              | Stříbro           | Bronz                 |
| ---------------- | ----- | ------------------ | ----------------- | --------------------- |
| MS 2018 Ašchabad | 81 kg | Lidia Valentínová  | Darya Naumava     | Tamara Salazar        |
| MS 2019 Pattaya  | 81 kg | Leydi Solís        | Lidia Valentínová | Jenny Arthur          |
| MS 2021 Taškent  | 81 kg | Alina Marushchak   | Valeria Rivas     | Kim I-seul            |
| MS 2022          | 81 kg | Liang Xiaomei      | Wang Čou-jü       | Tamara Salazar        |
| MS 2023          | 81 kg | Liao Guifang (CHN) | Sara Ahmed (EGY)  | Kim Kyong-ryong (PRK) |

## Těžká váha
| Rok                    | Limit   | Zlato                         | Stříbro                       | Bronz                         |
| ---------------------- | ------- | ----------------------------- | ----------------------------- | ----------------------------- |
| MS 1987 Daytona Beach  | 82,5 kg | Karyn Marshall (USA)          | Erika Takács (HUN)            | Milena Mileskova (BUL)        |
| MS 1988 Jakarta        | 82,5 kg | Li Yanxia (CHN)               | Erika Takács (HUN)            | Milena Mileskova (BUL)        |
| MS 1989 Manchester     | 82,5 kg | Li Hongling (CHN)             | María Isabel Urrutiaová (COL) | Judy Oakes (GBR)              |
| MS 1990 Sarajevo       | 82,5 kg | María Isabel Urrutiaová (COL) | Valkana Tosheva (BUL)         | Chung Sook-kwon (KOR)         |
| MS 1991 Donaueschingen | 82,5 kg | Li Hongling (CHN)             | María Isabel Urrutiaová (COL) | Chen Shu-chih (TPE)           |
| MS 1992 Varna          | 82,5 kg | Zhang Xiaoli (CHN)            | Chen Shu-chih (TPE)           | Valkana Tosheva (BUL)         |
| MS 1993 Melbourne      | 83 kg   | Chen Shu-chih (TPE)           | Panagiota Antonopoulou (GRE)  | Bharti Singh (IND)            |
| MS 1994 Istanbul       | 83 kg   | María Isabel Urrutiaová (COL) | Chen Shu-chih (TPE)           | Derya Açikgöz (TUR)           |
| MS 1995 Guangzhou      | 83 kg   | Chen Shu-chih (TPE)           | María Isabel Urrutiaová (COL) | Panagiota Antonopoulou (GRE)  |
| MS 1996 Varšava        | 83 kg   | Wei Xiangying (CHN)           | Chen Shu-chih (TPE)           | María Isabel Urrutiaová (COL) |
| MS 1997 Chiang Mai     | 83 kg   | Tang Weifang (CHN)            | María Isabel Urrutiaová (COL) | Aye Mon Khin (MYA)            |
| MS 2017 Anaheim        | 90 kg   | Anastasiia Hotfrid (GEO)      | María Fernanda Valdés (CHI)   | Crismery Santana (DOM)        |
| MS 2018 Ašchabad       | 87 kg   | Ao Hui (CHN)                  | Kim Un-ju (PRK)               | Crismery Santana (DOM)        |
| MS 2019 Pattaya        | 87 kg   | Wang Zhouyu (CHN)             | Kim Un-ju (PRK)               | Tamara Salazar (ECU)          |
| MS 2021 Taškent        | 87 kg   | Mönkhjantsangiin Ankhtsetseg  | Tursunoy Jabborová            | Solfrid Koanda                |
| MS 2022 Bogota         | 87 kg   | Solfrid Koanda                | Eileen Cikamatana             | Tursunoy Jabborova            |
| MS 2023 Rijád          | 87 kg   | Lo Ying-yuan (TPE)            | Yeinny Geles (COL)            | Jung A-ram (KOR)              |
| MS 2024 Manáma         | 86 kg   | Wu Yan (CHN)                  | Eileen Cikamatana (AUS)       | Kim Yong-ju (PRK)             |

## Super těžká váha
| Rok                    | Limit    | Zlato                | Stříbro                   | Bronz                   |
| ---------------------- | -------- | -------------------- | ------------------------- | ----------------------- |
| MS 1987 Daytona Beach  | +82.5 kg | Han Changmei         | Becky Levi                | Snejana Vasileva        |
| MS 1988 Jakarta        | +82.5 kg | Han Changmei         | Karyn Marshall            | Veronika Tóbiás         |
| MS 1989 Manchester     | +82.5 kg | Han Changmei         | Karyn Marshall            | Carol Cady              |
| MS 1990 Sarajevo       | +82.5 kg | Li Yajuan            | Karyn Marshall            | Christina Ilieva        |
| MS 1991 Donaueschingen | +82.5 kg | Li Yajuan            | Carla Garrett             | Erika Takács            |
| MS 1992 Varna          | +82.5 kg | Li Yajuan            | Erika Takács              | Eridania Segura         |
| MS 1993 Melbourne      | +83 kg   | Li Yajuan            | Carla Garrett             | Lubov Grigurko          |
| MS 1994 Istanbul       | +83 kg   | Karoliina Lundahl    | Chen Hsiao-lien           | Myrtle Augee            |
| MS 1995 Guangzhou      | +83 kg   | Erika Takács         | Chen Hsiao-lien           | Karoliina Lundahl       |
| MS 1996 Varšava        | +83 kg   | Wan Ni               | Karoliina Lundahl         | Chen Hsiao-lien         |
| MS 1997 Čiang Mai      | +83 kg   | Ma Runmei            | Chen Shu-chih             | Aye Aye Aung            |
| MS 1998 Lahti          | +75 kg   | Tang Gonghong        | Chen Hsiao-lien           | María Isabel Urrutiaová |
| MS 1999 Athens         | +75 kg   | Ding Meiyuan         | Agata Wróbel              | Bilkisu Musa            |
| MS 2001 Antalya        | +75 kg   | Albina Khomich       | Agata Wróbel              | Chen Hsiao-lien         |
| MS 2002 Varšava        | +75 kg   | Agata Wróbel         | Albina Khomich            | Tang Gonghong           |
| MS 2003 Vancouver      | +75 kg   | Ding Meiyuan         | Albina Khomich            | Olha Korobka            |
| MS 2005 Dauhá          | +75 kg   | Jang Mi-Ran          | Mu Shuangshuang           | Cheryl Haworth          |
| MS 2006 Santo Domingo  | +75 kg   | Jang Mi-Ran          | Mu Shuangshuang           | Olha Korobka            |
| MS 2007 Čiang Mai      | +75 kg   | Jang Mi-Ran          | Mu Shuangshuang           | Olha Korobka            |
| MS 2009 Kojang         | +75 kg   | Jang Mi-Ran          | Taťana Kaširinová         | Meng Suping             |
| MS 2010 Antalya        | +75 kg   | Taťana Kaširinová    | Meng Suping               | Jang Mi-Ran             |
| MS 2011 Paříž          | +75 kg   | Čou Lu-lu            | Taťana Kaširinová         | Mariam Usman            |
| MS 2013 Vratislav      | +75 kg   | Taťana Kaširinová    | Čou Lu-lu                 | Chitchanok Pulsabsakul  |
| MS 2014 Almaty         | +75 kg   | Taťana Kaširinová    | Meng Suping               | Chitchanok Pulsabsakul  |
| MS 2015 Houston        | +75 kg   | Taťana Kaširinová    | Meng Suping               | Kim Kuk-hyang           |
| MS 2017 Anaheim        | +90 kg   | Sarah Robles         | Laurel Hubbard            | Shaimaa Khalaf          |
| MS 2018 Ašchabad       | +87 kg   | Tatiana Kashirina    | Meng Suping               | Duangaksorn Chaidee     |
| MS 2019 Pattaya        | +87 kg   | Li Wenwen            | Tatiana Kashirina         | Meng Suping             |
| MS 2021 Taškent        | +87 kg   | Syn Young-hee        | Duangaksorn Chaidee       | Emily Campbell          |
| MS 2022 Bogota         | +87 kg   | Li Wenwen            | Emily Campbell            | Duangaksorn Chaidee     |
| MS 2023 Rijád          | +87 kg   | Park Hye-jeong (KOR) | Mary Theisen-Lappen (USA) | Lisseth Ayoví (ECU)     |
| MS 2024 Manáma         | +86 kg   | Li Yan (CHN)         | Park Hye-jeong (KOR)      | Son Young-hee (KOR)     |

## Zrušené disciplíny

### Střední těžká váha
| Rok     | Limit | Zlato                  | Stříbro             | Bronz                  |
| ------- | ----- | ---------------------- | ------------------- | ---------------------- |
| MS 1987 | 75 kg | Li Hongling            | Mária Takács        | Tanya Dimitrova        |
| MS 1988 | 75 kg | Li Hongling            | Milena Trendafilova | Arlys Kovach           |
| MS 1989 | 75 kg | Milena Trendafilova    | Zhang Xiaoli        | Arlys Kovach           |
| MS 1990 | 75 kg | Milena Trendafilova    | Li Changping        | Chen Shu-chih          |
| MS 1991 | 75 kg | Zhang Xiaoli           | Milena Trendafilova | Mária Takács           |
| MS 1992 | 75 kg | Hua Ju                 | Kumi Haseba         | Mária Takács           |
| MS 1993 | 76 kg | Hua Ju                 | Li Changping        | Mária Takács           |
| MS 1994 | 76 kg | Panagiota Antonopoulou | Mária Takács        | Albina Khomich         |
| MS 1995 | 76 kg | Li Yan                 | Zhang Xiaoli        | Mária Takács           |
| MS 1996 | 76 kg | Li Yan                 | Mária Takács        | Panagiota Antonopoulou |
| MS 1997 | 76 kg | Hua Ju                 | Mária Takács        | Kim Soon-Hee           |